# Bahnhof Ignalina
Der Bahnhof Ignalina (lit. Ignalinos geležinkelio stotis) ist ein Bahnhof in der litauischen Kreisstadt Ignalina im Distrikt Utena. Er wird von der Litauischen Staatsbahn Lietuvos geležinkeliai betrieben und befindet sich unweit vom Nationalpark Aukštaitija.
Der behindertengerechte Bahnhof verfügt über ein Warteraum, Fahrkartenverkauf, Paketdienst und Toiletten. Es ist ein Nichtraucherbahnhof. Es existiert ein Café und ein Taxistand.

## Geschichte
Von 1857 bis 1862 wurde die Warschau-Petersburger Eisenbahn errichtet. Am 14. September 1860 wurde der Abschnitt Pskow–Vilnius, an dem Ignalina liegt, freigegeben. Bahnhof und Siedlung bestanden bei Eröffnung der Bahn noch nicht. Die russische Verwaltung kaufte nach Eröffnung der Bahn die umliegenden Grundstücke dem Landgutbesitzer Ignas Kaminskis ab und gab sie für die Besiedlung frei. Die daraus entstandene Siedlung wuchs zur Stadt Ignalina heran.